# Besbes (El Tarf)
Besbes (em árabe: البسباس) é uma cidade e comuna localizada na província de El Tarf, Argélia. Segundo o censo de 2008, a população total da cidade era de 46 341 habitantes.